# Östtyskland
Östtyskland, officiellt Tyska demokratiska republiken, (tyska: Deutsche Demokratische Republik), förkortat DDR, under tidigt 1950-tal på svenska förkortat TDR, var en stat som existerade mellan 7 oktober 1949 och 3 oktober 1990. Den bildades efter andra världskriget i den av Sovjetunionen ockuperade delen av Tyskland. Landet, som betecknade sig som marxist-leninistiskt, var medlem av både Warszawapakten och Comecon.
Från bildandet i oktober 1949 och fram till juli 1960 var Wilhelm Pieck president. Därefter övertogs statschefskapet av statsrådet med Walter Ulbricht som ordförande. Ulbricht var de facto landets ledare sedan 1950 i egenskap av generalsekreterare för det statsbärande partiet SED. Till skillnad från många andra öststater var Östtyskland inte en enpartistat, utan det fanns så kallade stödpartier till SED som medborgarna enligt lagen hade rätt att engagera sig i. Det politiska livet dominerades dock av SED, som var statsparti.
I maj 1971 ersattes Ulbricht som ledare för DDR av Erich Honecker. Han höll fast vid sin marxist-leninistiska övertygelse in i slutet, trots internt tryck på reformbehov och ställde sig avvisande till Sovjetunionens nya linje under andra halvan av 1980-talet med Michail Gorbatjovs glasnost och perestrojka. Honecker avsattes slutligen i oktober 1989, i samband med den politiska omvälvningen, och månaden därpå föll Berlinmuren.
Efter turbulensen kring Berlinmurens fall i november 1989 tillträdde en ny regering, med Hans Modrow som regeringschef. SED förlorade snart sin position som statsbärande parti och företrädare för oppositionsgrupperingar togs via rundabordssamtal in i regeringen, tills det första demokratiska valet kunde hållas i mars 1990.
Östtyskland upplöstes i samband med Tysklands återförening den 3 oktober 1990, då dess nybildade förbundsländer anslöt sig till Förbundsrepubliken Tyskland, som tidigare informellt även kallades Västtyskland.

## Geografi
Östtyskland omfattade ett varierande landskap med bland annat stora delar av vad som historiskt varit Tysklands stora jordbruksområde. Landet avgränsades och genomkorsades av flera stora floder, främst Elbe, Spree, Oder och Neisse. Bergsområden fanns främst i Thüringen och Sachsen. Harzbergen i Thüringen är alltjämt ett centrum för skidåkning. I Erzgebirge bedrevs omfattande gruvbrytning.

## Historia

### Östtysklands tidiga år
Den 7 oktober 1949 grundades staten Deutsche Demokratische Republik, Tyska demokratiska republiken, förkortat DDR, i den sovjetiska ockupationszonen i Tyskland. Merparten av DDR:s territorium hade innan andra världskriget tillhört Fristaten Preussen. DDR kom därmed ofta att kallas Rotes Preussen (Röda Preussen) i västvärlden . Efterkrigsåren dominerades av nöd och små resurser. Redan under åren som sovjetisk ockupationszon började Sovjetunionen tömma Östtyskland på olika tillgångar - industrier, järnvägar och annat strukturkapital som inte förstörts under kriget konfiskerades och transporterades till Sovjetunionen. Dessa resurser hade definierats som krigsskadestånd i Potsdamöverenskommelsen 1945. Till detta kom exporten av naturtillgångar, till exempel uranmalm som behövdes för Sovjetunionens kärnvapenprogram.
Efter Stalins död i mars 1953 beslöt den nya sovjetiska regimen en ny kurs som även skulle omfatta satellitstaterna i Östeuropa. Denna nya kurs innebar att socialiserings- och repressionsåtgärder inställdes, vilket även antogs av SED i Östberlin. Samtidigt behölls de höga arbetsnormerna som redan hade beslutats. Som en följd av denna politik utbröt den 17 juni 1953 ett omfattande arbetaruppror i Berlin och andra östtyska städer. Arbetare demonstrerade mot den utkrävda tioprocentiga produktionshöjningen, för bättre villkor, kortare arbetsdag och fria val. En miljon arbetare deltog i aktionen. Redan samma eftermiddag slogs upprorsmakarna brutalt ned av sovjetiska militära styrkor. Cirka 50 personer dödades och 10 000 protesterande dömdes till fängelsestraff.
År 1954 lades den sovjetiska kontrollkommissionen ner och Sovjetunionen deklarerade sin avsikt att med tiden ha samma relationer med Östtyskland som med suveräna nationer. Vid samma tid avslutades också skadeståndsbetalningarna till Sovjetunionen. I ett avtal från 1955 gav Sovjetunionen Östtyskland frihet att besluta i sin inrikes- och utrikespolitik, inklusive relationerna med Västtyskland. Sovjetunionen behöll dock i realiteten ett mycket starkt inflytande över Östtyskland. Landet förblev under Walter Ulbricht ett av de mest Moskvatrogna länderna i Sovjetunionens maktsfär. Den östtyska regeringen ville markera den tysk-sovjetiska vänskapen som en central del av den internationella kommunismen.

### Utveckling från 1961
Den 13 augusti 1961 började Berlinmuren (officiell östtysk benämning: "den antifascistiska skyddsvallen") byggas och markerade på ett fysiskt sätt delningen av öst och väst. Muren byggdes för att hålla kvar befolkningen som flydde till Västtyskland. DDR tappade unga och välutbildade som flydde regimen i Berlin över sektorsgränsen.
År 1968 antogs en ny författning, i vilken DDR sades vara en "socialistisk stat av tysk nation". SED:s styre befästes, då landet förklarades vara lett av sitt marxist-leninistiska parti. Vidare strävade man i den nya författningen efter normala relationer och samarbete mellan de två tyska staterna. Sovjetunionen uppskattade inte Ulbrichts val och började nu föra fram Honecker som favorit.
Den 3 maj 1971 avsattes Walter Ulbricht och ersattes av Erich Honecker. 1974 följde en ny författning som ersatte författningen från 1968. Definitionen av DDR som en socialistisk stat av tysk nation ersattes av DDR som arbetarnas och bönders socialistiska stat. Man strök också alla texter som tog upp en tysk återförening som mål. Samtidigt hade man 1970 inlett förhandlingar mellan Västtyskland och Östtyskland i Erfurt vilka ledde till ett grundfördrag 1972, som fastställde ländernas relationer och möjliggjorde ett betydligt större utbyte. Det ledde också till att både Öst- och Västtyskland blev medlemmar i FN 1973. 1970-talets normalisering ledde till återförening av familjer och till att stora västtyska ekonomiska satsningar gjordes genom handel med Östtyskland. Västtyskland levererade till exempel Volkswagen Golf förmånligt.
Under 1970- och 1980-talen stagnerade den sovjetiska ekonomin och med den hela östblocket; Östtyskland var ett av de länder i öst som drabbades hårdast av den ekonomiska nedgången eftersom landets militär och statsapparat kostade mer att driva än vad landet i praktiken hade råd med. Östtyskland hade också levt över sina tillgångar genom stora projekt som Palast der Republik. Detta resulterade i bland annat matbrist och problem för landets industrier som inte underhölls och halkade efter i utvecklingen. Med åren resulterade nedgången i ett allt större missnöje bland det östtyska folket. Men trots påtryckningar och alarmerande rapporter från sina rådgivare, ställde sig Honecker avvisande till reformer, och nedgången fortsatte.
1981 besökte Helmut Schmidt Östtyskland för ett möte med Honecker i Güstrow men mötet gav inga framsteg. År 1987 besökte Erich Honecker som första och enda östtyska regeringschef Västtyskland, då han mötte förbundskansler Helmut Kohl i Bonn.

### DDR:s identitet
Redan från början försökte det nybildade DDR skapa en egen separat identitet. På grund av Preussens imperiala och militära arv förkastade SED kontinuiteten mellan Preussen och DDR. SED förstörde ett antal symboliska kvarlevor från den tidigare preussiska aristokratin: Junkerherrgårdar revs, Berlins stadsslott (Berliner Stadtschloss) raserades och ryttarstatyn av Fredrik den store avlägsnades från Östberlin. I stället fokuserade SED på det progressiva arvet i den tyska historien, inklusive Thomas Müntzers roll i det tyska bondekriget 1524-1525 och den roll som hjältarna i klasskampen spelade under Preussens industrialisering. Särskilt efter den nionde partikongressen 1976 höll Östtyskland historiska reformatorer som Karl Freiherr vom Stein (1757-1831), Karl August von Hardenberg (1750-1822), Wilhelm von Humboldt (1767-1835) och Gerhard von Scharnhorst (1755-1813) högt som exempel och förebilder.
Östtyskland valdes in som medlem i FN:s säkerhetsråd 1980-81. 
Vid de olympiska sommarspelen 1980 i Moskva vann Östtyskland, delvis tack vare den USA-ledda bojkotten, totalt 126 olympiska medaljer och slutade på andra plats efter Sovjetunionen. 

#### Minnet av Tredje riket
DDR:s kommunistiska regim grundade sin legitimitet på antifascistiska aktivisters kamp. En form av "kult" av motståndsrörelsen etablerades i minnesplatsen för lägret Buchenwald, med inrättandet av ett museum 1958 och det årliga firandet av Buchenwald-eden som togs den 19 april 1945 av fångarna som lovade att kämpa för fred och frihet. På 1990-talet gav DDR:s "statliga antifascism" vika för den "statliga antikommunismen" i Förbundsrepubliken Tyskland. Från och med då ledde den dominerande tolkningen av DDR:s historia, som bygger på begreppet totalitarism, till att kommunism och nazism likställdes. Historikern Anne-Kathleen Tillack-Graf visar med hjälp av tidningen Neues Deutschland hur de nationella minnesmärkena Buchenwald, Sachsenhausen och Ravensbrück politiskt instrumentaliserades i DDR, särskilt under firandet av koncentrationslägrens befrielse.

### Ökat tryck på regeringen

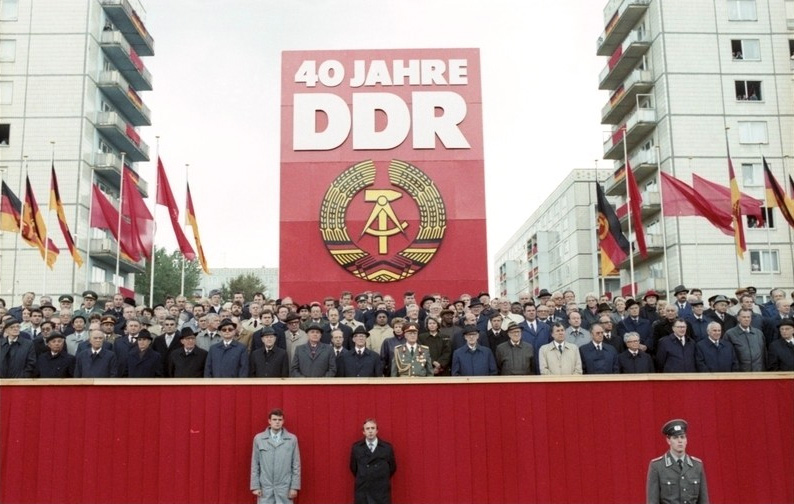
Östtysklands 40-årsdag firas den 7 oktober 1989.

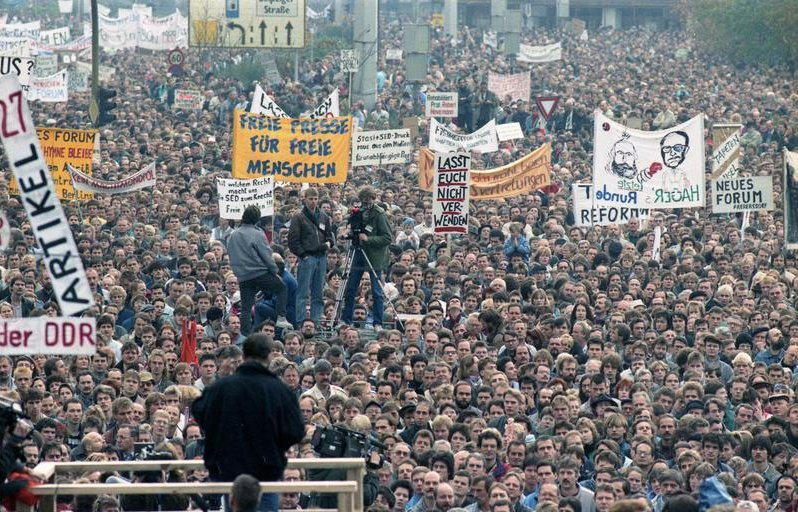
Massdemonstration i Berlin 4 november 1989

Under sommaren och hösten 1989 började allt fler östtyskar att fly landet via Ungern som öppnat sin gräns mot Österrike. Samtidigt började östtyskar visa sitt missnöje vid demonstrationer på måndagar med de största i Leipzig. Den 18 oktober 1989 avsattes Erich Honecker efter höstens våg av demonstrationer. Dessa blev allt mer omfattande sedan Sovjetunionens ledare Michail Gorbatjov förklarat att sovjetisk militär inte skulle försöka stoppa några demonstrationer. Honecker ersattes av Egon Krenz.

### Berlinmuren öppnas
Den 9 november 1989 återgav politbyråmedlemmen Günter Schabowski vid en kaotisk presskonferens generalsekreterarens Egon Krenz direktiv att gränspasseringar ut ur Östtyskland skulle förenklas betydligt och inte kräva tillstånd på förhand, även till Västberlin. Egentligen var inte beslutet tänkt att bli giltigt direkt, men han hade inte informerats om de diskussionerna inom politbyrån och centralkommittén. När en journalist vid presskonferensen frågade när beslutet skulle aktualiseras, svarade Schabowski osäkert att det enligt hans kännedom skulle aktualiseras direkt. Det fanns dock ingen beredskap hos gränsvakterna för en så plötslig ändring.
Bara minuter efter Günter Schabowskis presskonferens hade avslutats började folk samlas vid de fyra gränsövergångar som existerade mellan Öst- och Västberlin. Det var gränsövergången Bornholmer Strasse som öppnades allra först.
Gränsvakternas befäl på denna gränsövergång, Harald Jäger, hade inte informerats av någon att gränsen skulle öppnas och försökte via telefon förgäves få uppgiften bekräftad eller dementerad från högre ort. Men enda "högre ort" vid denna tid på kvällen, denna afton var regeringen – och denna ville ju inte låta sig störas. När antalet människor (på båda sidor muren) hela tiden ökade i antal och alla hävdade att "TV meddelat" om omedelbar gränsöppning föll gränsbefälet till föga och tillät att man började släppa ut folk en och en åt gången och stämpla deras pass.
Trycket ökade nu mycket hastigt och på grund av de stora folksamlingarna som krävde att få släppas igenom, öppnade slutligen gränsvakterna gränsen helt och hållet. Detsamma skedde bara något senare vid övriga gränsövergångar i Berlin samt mellan Potsdam och Västberlin. I glädjeyran som snart uppstod började väst- och östberlinarna att riva muren. När regeringen väl förstod vad som inträffat fanns inte längre någon realistisk möjlighet att förhindra förloppet.

### Närmande till Västtyskland
Under en kort tid efter murens fall var avsikten att bibehålla Östtyskland som självständig stat, men den inledda massutvandringen till Västtyskland och ökad insikt om Östtysklands katastrofala ekonomi motiverade både Väst- och Östtyskland att inleda samtal om samgående. Parallellt inleddes intensiva samtal mellan de två tyska staterna och andra världskrigets segrarmakter Frankrike, USA, Sovjetunionen och Storbritannien för att uppnå slutgiltiga fredsavtal.
Den 18 mars 1990 hölls de första och sista fria valen i Östtysklands historia. CDU segrade stort genom att lova en snabb återförening med Västtyskland. Lothar de Maizière (CDU) blev Östtysklands sista regeringschef.

### Östtysklands upplösning
Den 1 juli 1990 ingick Västtyskland och Östtyskland en valutaunion. Västtysklands D-mark ersatte mark som Östtysklands betalningsvaluta. Växlingskursen för sparpengar upp till 4 000 östmark hölls med 1:1 mellan de två valutorna för att medborgarna skulle kunna ha råd att handla västerländska produkter. För belopp över 4 000 östmark gavs endast halva beloppet i D-mark.
Den 12 september 1990 undertecknades Två plus fyra-fördraget mellan de två tyska staterna och andra världskrigets segrarmakter. Därmed var de sista hindren för en tysk återförening röjda ur vägen och Tyskland fick det fredsfördrag som aldrig blev av efter kriget och som återställer landets fullständiga suveränitet. Vissa motprestationer ingick, bland annat tilläts inte Nato öva i före detta Östtyskland, krigsmakten får inte uppgå till mer än 370 000 man och Tyskland förbinder sig att inte skaffa massförstörelsevapen.
Den 3 oktober 1990 upphörde Deutsche Demokratische Republik att existera som stat, och fem nya förbundsländer samt östra Berlin (som del av Berlin) blev delstater i Förbundsrepubliken Tyskland.

## Politik

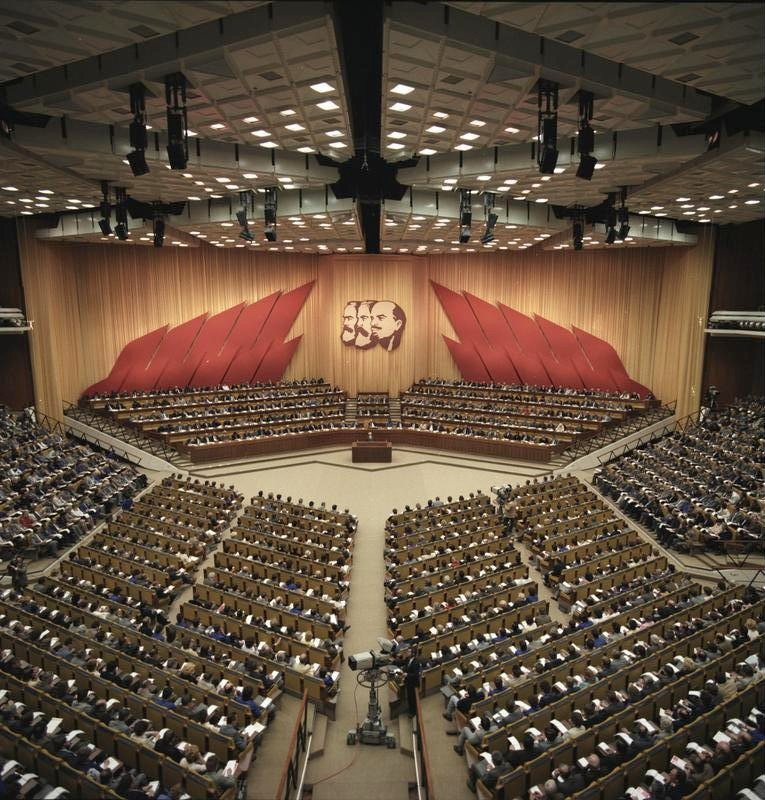
Öppnandet av SED:s partikongress i augusti 1986, vilken kom att bli den sista.

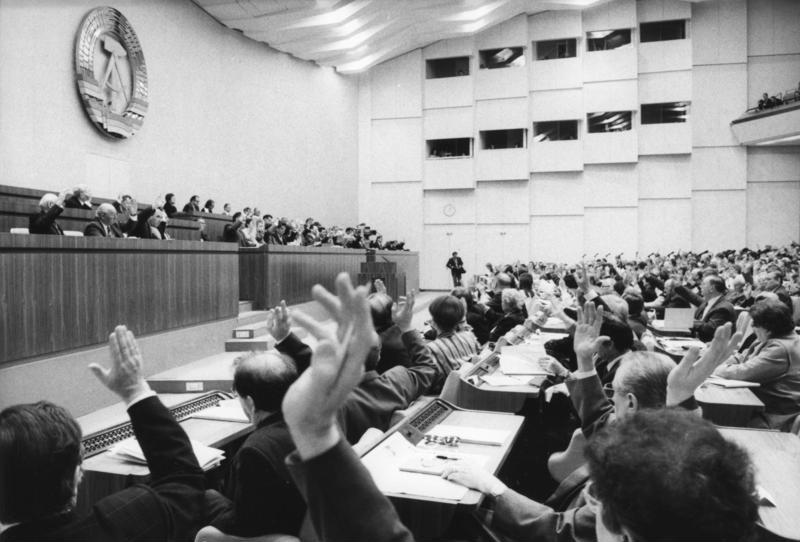
Volkskammer i Palast der Republik i februari 1990.

Efter krigsslutet slogs det tyska kommunistpartiet KPD och det socialdemokratiska partiet SPD under sovjetiska påtryckningar samman till Tysklands socialistiska enhetsparti, (SED). Vid sidan av detta statsbärande parti fanns fyra blockpartier, som alla dock var underställda SED:  Tysklands liberaldemokratiska parti (liberalism), Tysklands nationaldemokratiska parti (nationalism), Kristdemokratiska unionen (kristdemokrati) och Tysklands demokratiska bondeparti (agrart), som sammanfördes under SED:s ledning på en enhetlig vallista, den Nationella fronten. På denna lista fanns även organisationer, till exempel fackföreningar representerade.
- Tysklands Demokratiska Bondeparti
- Tysklands Liberaldemokratiska Parti
- Christlich-Demokratische Union Deutschlands (DDR)
- Nationaldemokratiska partiet i Tyskland

Typiskt för Östtyskland var massorganisationerna som SED:s förlängda politiska arm i samhället:
- Demokratischer Frauenbund Deutschlands (DFD)
- Freie Deutsche Jugend (FDJ)
- Pionierorganisation Ernst Thälmann
- Freier Deutscher Gewerkschaftsbund (FDGB)
- Kulturbund (KB)
- Vereinigung der gegenseitigen Bauernhilfe (VdgB)

### Volkskammer
Folkkammaren (Volkskammer) var Östtysklands parlament, med 500 ledamöter valda för femåriga mandat. Folkkammaren utsåg landets regering, ministerrådet (Ministerrat) som bestod av 16 medlemmar, därav 9 ministrar, 6 vice ordförande och dess chef med titeln ministerpresident. Volkskammer utsåg även statsrådet, med 24 medlemmar, vars ordförande fungerade som landets statschef efter 1960, då landets förste president Wilhelm Pieck avled. Denna roll sammanföll ofta med rollen som SED:s generalsekreterare, vilken i praktiken drog upp riktlinjerna för landets politik. Den Nationella fronten var landets enhetliga vallista. På denna sammanfördes alla de fem legitima partiernas kandidater under SED:s dominans, vilket innebar att socialistiska kandidater i realiteten fick en majoritet av platserna i parlamentet.
Fördelningen av mandaten på partier och organisationer var konstant över en längre tid och SED kunde via sina massorganisationer alltid säkra majoriteten i Volkskammer. I valet 1986 röstade enligt statliga siffror 99,94 % av de deltagande på Nationella frontens enhetslista, vilken var den enda lagliga, och vars sammansättning därmed smälte samman med parlamentets. Valdeltagandet var enligt uppgifter 99,74 %. Sammanlagt gav denna sammansättning SED 276 av 500 mandat i folkkammaren. Vallistans sammansättning bestämdes av SED:s centralkommitté, politbyrån, i samarbete med de övriga partiernas ledningar. I realiteten dominerades all politisk verksamhet inom Nationella fronten och därmed också inom DDR av SED:s generalsekreterare. Politisk verksamhet utanför dessa partier och organisationer var inte tillåten.
Nationella frontens enhetslista i valet 1986:
- Tysklands Socialistiska Enhetsparti – 127 ledamöter
- Tysklands Demokratiska Bondeparti – 52 ledamöter
- Tysklands Liberaldemokratiska Parti – 52 ledamöter
- Christlich-Demokratische Union Deutschlands (DDR) – 52 ledamöter
- National-Demokratische Partei Deutschlands – 52 ledamöter
- Statligt kontrollerade fackföreningar, främst FDGB – 165 ledamöter

Av dessa var tolv partilösa, övriga tillhörde:
- Tysklands Socialistiska Enhetsparti – 149 ledamöter
- Christlich-Demokratische Union Deutschlands (DDR) – två kristdemokrater
- Tysklands Liberaldemokratiska Parti – en ledamot
- National-Demokratische Partei Deutschlands – en ledamot

1989 skapades i samband med omvälvningarna flera nya partier som Neues Forum,  Demokratischer Aufbruch och Socialdemokratiska partiet i Östtyskland. SED ändrade i sin tur sitt namn till PDS Partei des Demokratischen Sozialismus.

### Offentligheten

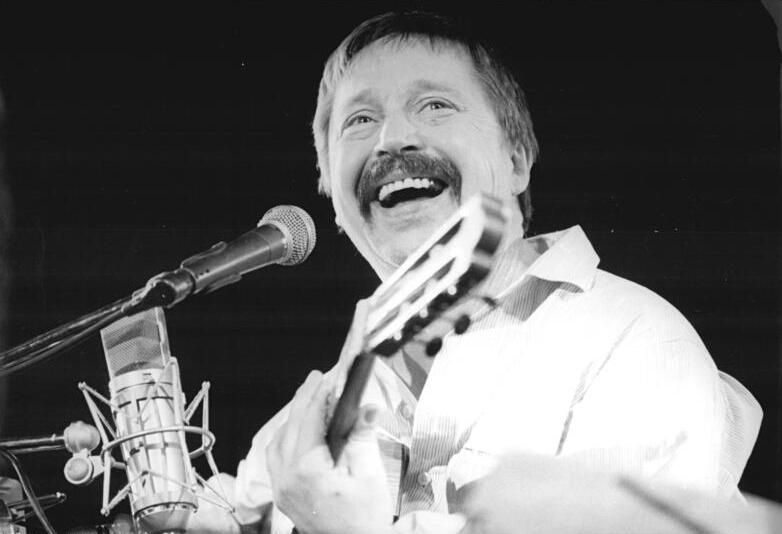
Wolf Biermann miste medborgarskapet 1976.

I den östtyska enhetsstaten under SED existerade ingen fri meningsbildning och det fanns inga privata delar av samhället - allt organiserades av staten. Staten censurerade samhället genom lagar som "statsfientlig hets" och "missbruk av medierna för den borgerliga ideologin". Då staten kontrollerade böcker och tidningar, radio och TV och andra delar inom media kunde man censurera och även genomföra eftercensur och repressioner. En känd dissident blev Robert Havemann som bland annat sattes i husarrest. 1977 greps dissidenten Rudolf Bahro efter att hans regimkritiska bok "Die Alternative" getts ut i Västtyskland. Han dömdes till åtta års fängelse 1978. Bahro gavs amnesti 1979 och fick lämna DDR för Västtyskland.
I Östtyskland existerade inte politiska skandaler, vilket ses som ett tecken på diktaturen och bristen på en självständig offentlighet. Bland undantagen finns kritik runt teateruppsättningar under 1950- och 1960-talet och prästen Brüsewitz självmord genom självbränning 1976 och utvisningen av Wolf Biermann samma år. Samtidigt som den östtyska offentligheten begränsades var västtysk media och framförallt TV spridd bland befolkningen. DDR-ledningen lyckades inte driva igenom en total kontroll. Inte minst den östtyska kyrkan blev en viktig icke stats-kontrollerad organisation utvecklades senare under 1980-talet till en freds- och miljörörelse.

### Opposition och motstånd

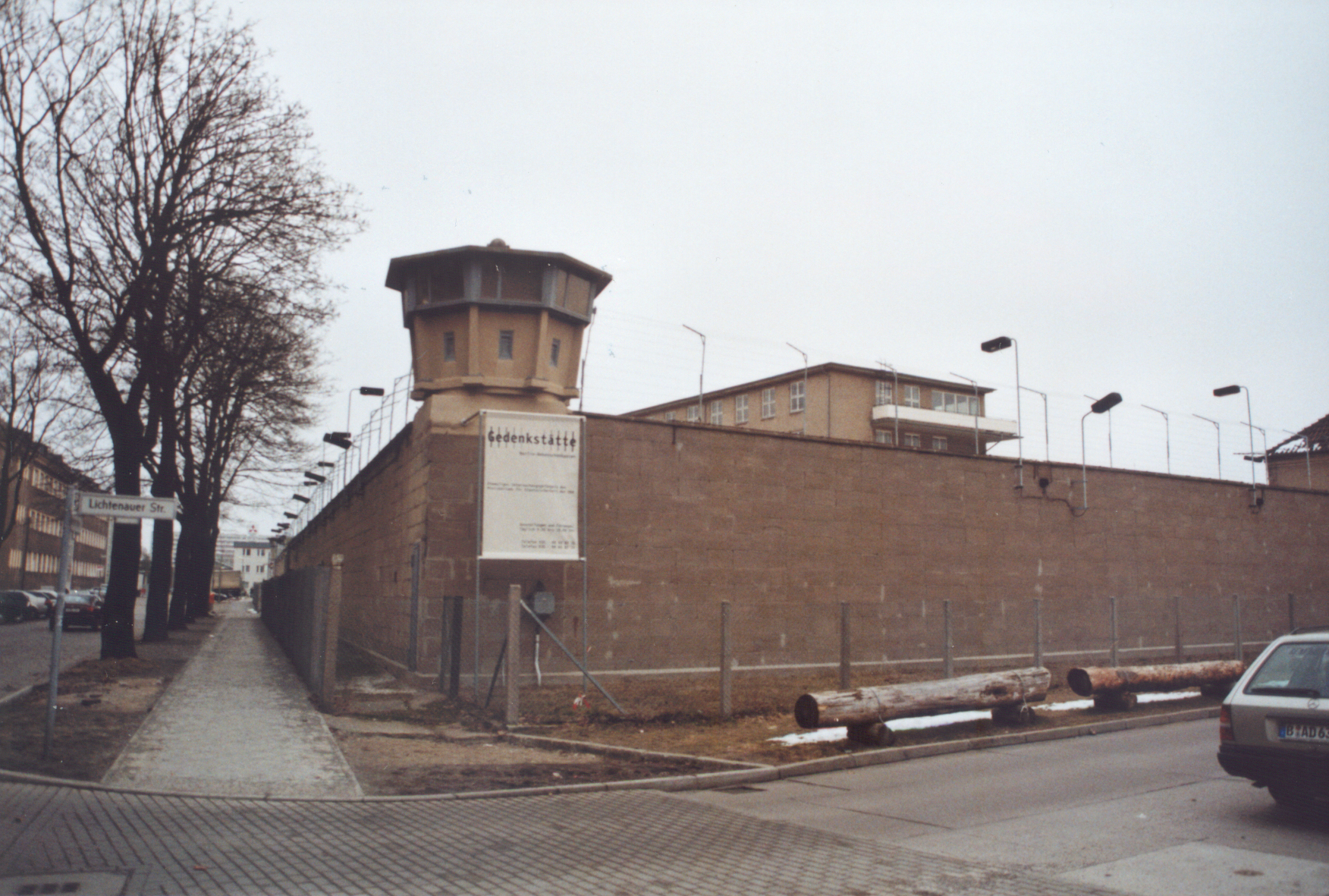
I Hohenschönhausen i Berlin fanns ett av Stasis fängelser dit politiska motståndare fördes.

Politisk verksamhet utanför den nationella enhetslistan var inte tillåtet. Statens kontroll över medborgarna var en av de högsta i Europa och utövades genom säkerhetspolisen, Ministeriet för statssäkerhet (MfS), även kallad Staatssicherheitsdienst, vilket förkortades till Stasi. Stasis förföljelse av politiska motståndare innefattade internering och tortyr. Stasi använde sig också av ett utbrett system av inofficiella medarbetare, personer som angav släkt och vänner.
Enklare förseelser av medborgare som gjorde uppror mot systemet bestraffades med konsekvenser i vardagslivet: Deras barn fick inte studera på universitet, de hamnade längst bak i Trabant- och lägenhetskö och så vidare. För grövre förseelser, såsom flyktförsök, kom oppositionella att fängslas i högre grad än i övriga Östeuropa. Många av dessa blev friköpta av Västtyskland. I efterhand har det visat sig att detta var en viktig valutakälla för Östtyskland som förlängde landets överlevnad. Lojalitet gentemot staten belönades dock, som det gärna populärt framställdes. Genom att göra det som staten förväntade sig kunde lojala medborgare istället få en drägligare vardag, vilket ofta presenterades i statliga medier.
I samband med DDR:s upplösning 1989 skapade oppositionsgrupperna medborgarrättsgrupper och politiska partier som Neues Forum och Demokratischer Aufbruch. Trots att DDR:s befolkning i övervägande grad var ateister eller agnostiker kom aktivister inom den lutherska kyrkan att spela en stor roll, till exempel Joachim Gauck. Här uppstod också en av de mest betydande Samisdat-tidskrifterna utgivna av politiska oppositionsrörelser i Berlin, Umweltblätter, som hösten 1989 omvandlades till telegraph och fortsatte ges ut under och efter DDR:s upplösning.

### Utrikespolitik

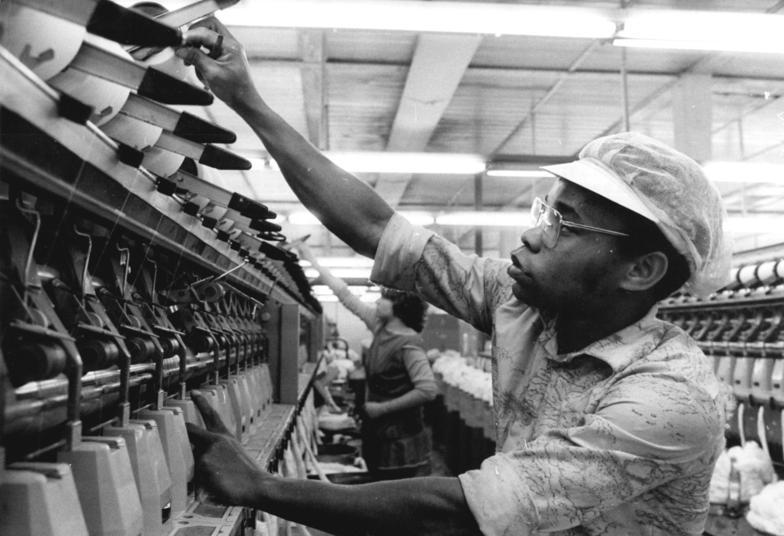
Gästarbetare från Moçambique.

Det centrala i den östtyska utrikespolitiken var att bli erkänd internationellt som självständig stat gentemot Hallstein-doktrinen som Västtyskland antagit. Detta ändrades i samband med Grundfördraget 1972 som möjliggjorde FN-medlemskap och som en följd att flera stater, däribland Sverige, erkände DDR och upprättade ambassader i Östberlin. En viktig del i att nå internationellt erkännande var deltagandet i internationella sportturneringar och olympiska spel. På det kulturella området skapade man DDR-Kulturzentrum som en motsvarighet till Västtysklands Goethe-Institut.

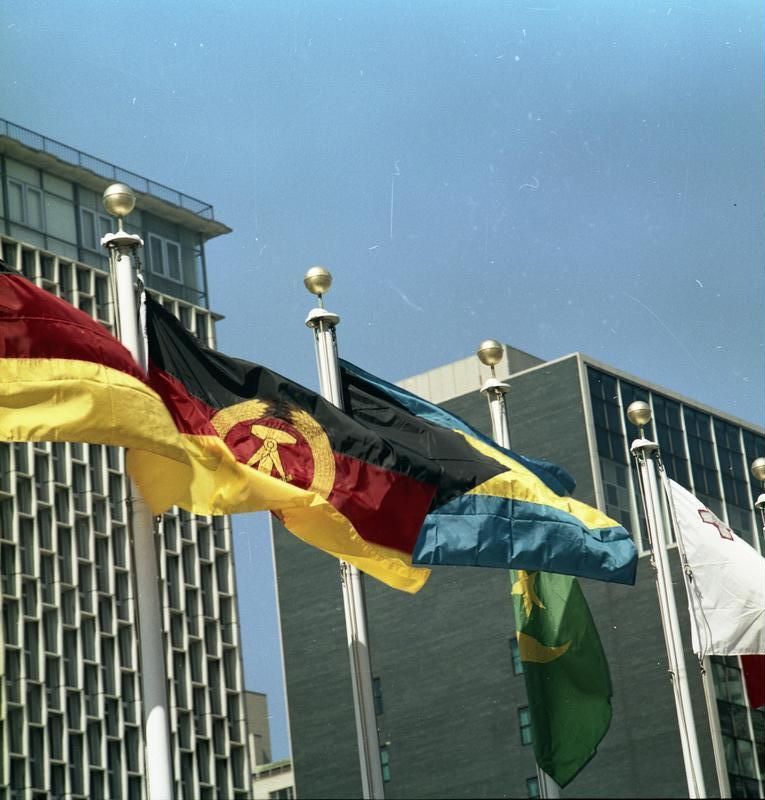
DDR:s flagga vajar vid FN-skrapan i New York i september 1973, några dagar efter att landet blivit medlem av organisationen.

Östtyskland var internationellt knutet till Warszawapakten och Comecon. Man hade dessutom tillgång till EG genom den inomtyska handeln med Västtyskland som under 1970-talet öppnades för ökad handel med väst. Under 1960-talet började DDR engagera sig i Afrika och skickade militära rådgivare till Afrika och Mellanöstern.
Typiskt för DDR var kombinera handelspolitik med militär- och infrastrukturprojekt. För DDR var detta också ett sätt att lösa de ekonomiska problemen genom byteshandel som kan liknas vid kolonialhandeln där DDR bytte vapen och lastbilar mot kaffe och andra råvaror med länder som Vietnam, Moçambique och Angola. DDR kom också att utbilda personer från dessa länder och många kom till DDR som gästarbetare.
Till skillnad från Västtyskland med sin Wiedergutmachungspolitik, var DDR:s materiella ersättningar till offer för nazismen mycket begränsad. Man ansåg sig själva vara offer för nazismen och krigsskadeståndet till Sovjetunionen var prioriterad. Istället gav DDR extra sociala förmåner, såsom tidigare pension och förtur till universitet för barn till offer för nazisterna, och ersättningen var större till dem som även varit aktiva i motståndsrörelsen mot nazismen än till andra.

### Relationerna med Västtyskland

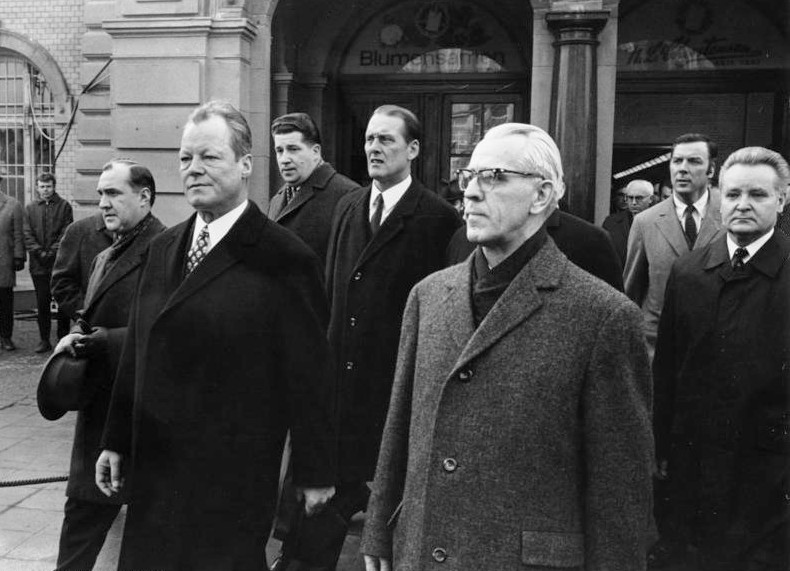
Willy Brandt och Willi Stoph vid det första toppmötet mellan länderna i Erfurt i mars 1970.

Västtyskland erkände aldrig Östtyskland folkrättsligt och betraktade det som en del av hela Tyskland och inte som utland. I den tyska författningen från 1949 klargörs målet om att ena det tyska folket i frihet med målet om en tysk återförening som långsiktigt politiskt mål. Västtyskland såg sig som den enda tyska staten och Deutsche Demokratische Republik som namn undveks ofta och istället användes den sovjetiska ockupationszonen, eller bara "Zonen". Östtyska medborgare var automatiskt berättigade att ta del i medborgerliga rättigheter i Västtyskland.
Från 1970 förbättrades relationerna genom den nya östpolitiken under Willy Brandt som ersatte den tidigare politiken knuten till Hallsteindoktrinen. DDR hade svarat Hallsteindoktrinen med Ulbrichtdoktrinen. Västtyskland erkände nu Östtysklands statsrättsligt och undertecknade Grundfördraget. Länderna upprättade nu ständiga representationer (Ständige Vertretungen) i Östberlin och Bonn. Det innebar också större möjligheter för kontakter mellan öst- och västtyskar och transportavtal, Transitabkommen, följde. 1987 besökte en östtysk ledare, Erich Honecker, för första och enda gången officiellt Västtyskland.
Den östtyska synen på en tysk återförening kom genom åren att förändras helt. Från att under Ulbrichts tid varit ett uppsatt mål kom detta att ändras under Honeckers år vid makten. I 1974 års författning har man tagit bort stycken som talar om återförening. Bland andra tecken märktes att nationalsången i officiella sammanhang fortsättningsvis endast skulle spelas utan tillhörande sång, eftersom den talade om ett enat Tyskland ("Deutschland, einig Vaterland"). Honeckers politik kom att handla om Abgrenzung, att avgränsa sig som egen stat gentemot Västtyskland. Honeckers sovjettrogenhet uteslöt dock inte de närmanden till väst som ledde fram till avtalen under 1970-talet och Östtysklands internationella erkännande från 1973, markerat genom medlemskapet i FN.

### Relationerna med Sverige
Sverige sågs som viktigt i Östtysklands strävan mot internationellt erkännande och ett av de första DDR-Kulturzentrum förlades till Stockholm. DDR finansierade även organisationer i Sverige som arbetade för landets sak som till exempel Förbundet Sverige-DDR.
Tusentals svenska lärare, rektorer och annan skolpersonal fick utbildning i DDR under 1970- och 1980-talet. Skolpersonal och studenter övervakades av Stasi. Lektorer från DDR:s kulturcentrum i Stockholm kunde ha timanställningar vid svenska lärosäten.
Vänsterpartiet kommunisterna hade mycket goda förbindelser med DDR och dess maktparti SED. Så sent som 1989 skickade Lars Werner följande hälsning till Erich Honecker: "Vi önskar kamraterna i Tysklands Socialistiska Enhetsparti och medborgarna i DDR mycken framgång i byggandet av socialismen. Med kommunistisk hälsning [...]".

### Administrativ indelning

Karta över Östtyskland med Bezirk-indelningen

I den första författningen från 1949 hade DDR en federal struktur med förbundsländerna Mecklenburg, Brandenburg, Sachsen-Anhalt, Thüringen och Sachsen. Landet var redan från början starkt centraliserat. Landet kontrollerades med en stark centralstyrning och 1952 avskaffades delstaterna (formellt först 1958) och istället infördes 14 län (ty. Bezirke):
- Bezirk Rostock (01)
- Bezirk Schwerin (02)
- Bezirk Neubrandenburg (03)
- Bezirk Potsdam (04)
- Bezirk Frankfurt (Oder) (05)
- Bezirk Cottbus (06)
- Bezirk Magdeburg (07)
- Bezirk Halle (08)
- Bezirk Erfurt (09)
- Bezirk Gera (10)
- Bezirk Suhl (11)
- Bezirk Dresden (12)
- Bezirk Leipzig (13)
- Bezirk Karl-Marx-Stadt (14)
- Berlin, Hauptstadt der DDR (15)

Enligt den östtyska författningen var Berlin landets huvudstad (Hauptstadt der DDR). Det bröt mot den överenskommelse som gjorts upp bland annat i Jalta 1945 av de allierade, där Berlin, enligt Londonprotokollet, var under fyrmaktsstatus. Formellt hörde alltså inte Berlin, och inte heller dess sovjetiska sektor, till Östtyskland, utan till de fyra ockupationsmakterna tillsammans, men Östberlin fortsatte de facto som östtysk huvudstad.

### Försvar

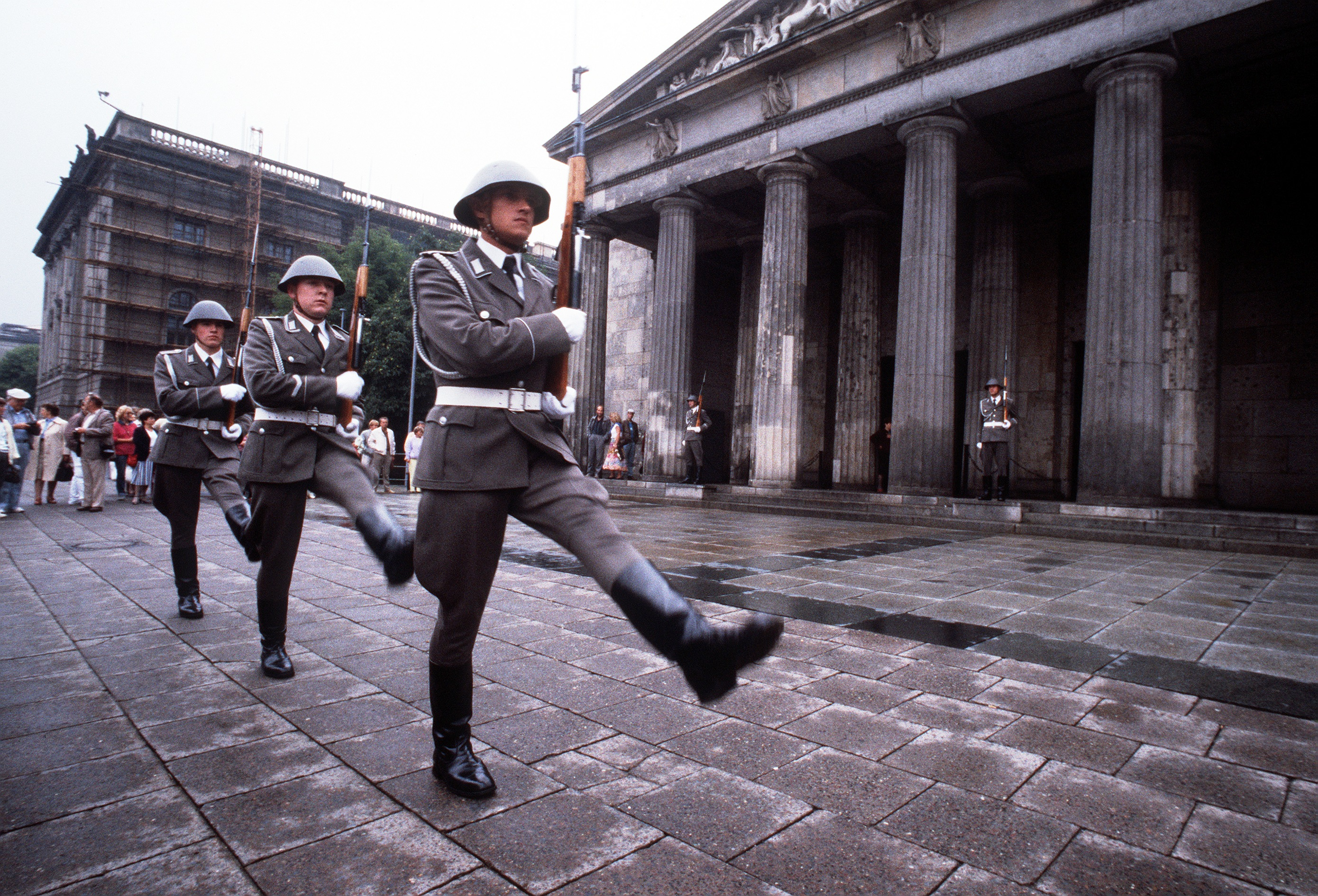
Vaktbyte vid Neue Wache i Berlin 1990.

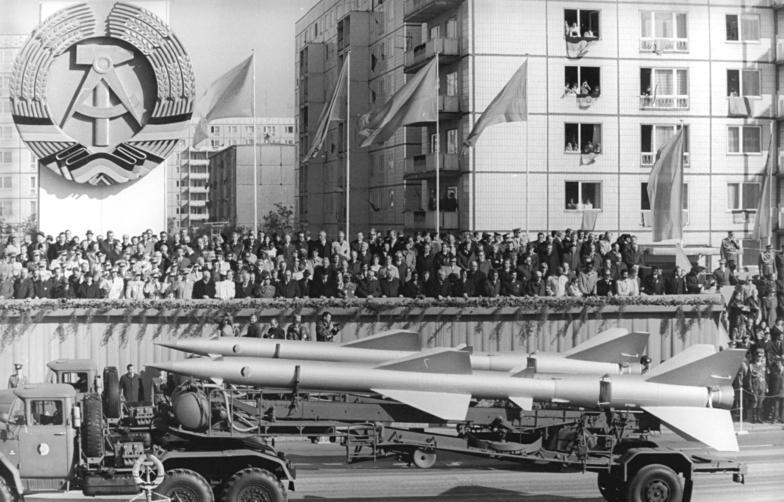
Militärparad i Östberlin under Östtysklands 30-årsdag den 7 oktober 1979.

Östtyskland hade den "yngsta" av Warszawapaktens arméer i sin 1956 grundade Nationella folkarmé (Nationale Volksarmee – NVA). NVA var en välorganiserad, vältränad och välutrustad armé, trots att det var den näst minsta armén inom Warszawapakten. NVA präglades av preussisk militärdisciplin och uniformerna var starkt inspirerade från Wehrmacht.  NVA:s mest kända överbefälhavare var generalerna Heinz Hoffmann och Heinz Kessler. NVA anses också ha varit den armé som var bäst tränad och utrustad i Warszawapakten. Detta är delvis sant rörande NVA:s officerare och underofficerskår.
NVA var den tyska armén som var tränad för krig, men som aldrig utkämpade ett. Den östtyska armén förbereddes för att deltaga i invasionen av Tjeckoslovakien 1968. Till slut skedde dock inte detta; man var rädd för att tysk trupp på tjeckoslovakisk mark skulle väcka till liv minnen från 1938-1939. Det hade varit första gången tysk militär genomförde operationer utomlands sedan andra världskriget. Volksarmee låg dock i reserv och var fullt beredd att rycka in vid behov och hjälpte till med logistik.
Volksmarine var namnet på den östtyska marinen med huvudort i Rostock.
Östtysklands flygvapen ingick i folkarmén som Luftstreitkräfte der Nationalen Volksarmee. Det östtyska flygvapnet flög sovjetiska MiG-plan.
Östtysklands gränstrupper var den uniformerade styrka som bemannade den östtyska gränsbevakningen från 1949 till Tysklands återförening 1990. Gränstrupperna ingick i NVA.
I enlighet med det så kallade två plus fyra-fördraget från september 1990 mellan USA, Sovjetunionen, Frankrike, Storbritannien samt Västtyskland och DDR stannade de sovjetiska trupperna kvar i östra Tyskland fram till 1992 när Östtysklands avvecklande var fullbordat. Därmed uppstod den kuriösa situationen att trupper från ett land som ingick i Warszawapakten var stationerade i ett NATO-land.

## Ekonomi och samfärdsel

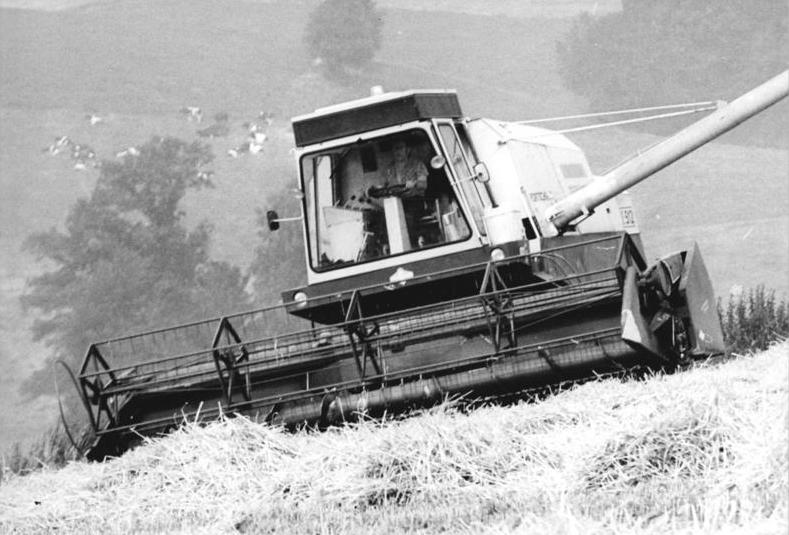
Skördetid vid kollektivjordbruket LPG Reinhardtsdorf. Jordbruket spelade en viktig roll i bonde- och arbetarstaten DDR.

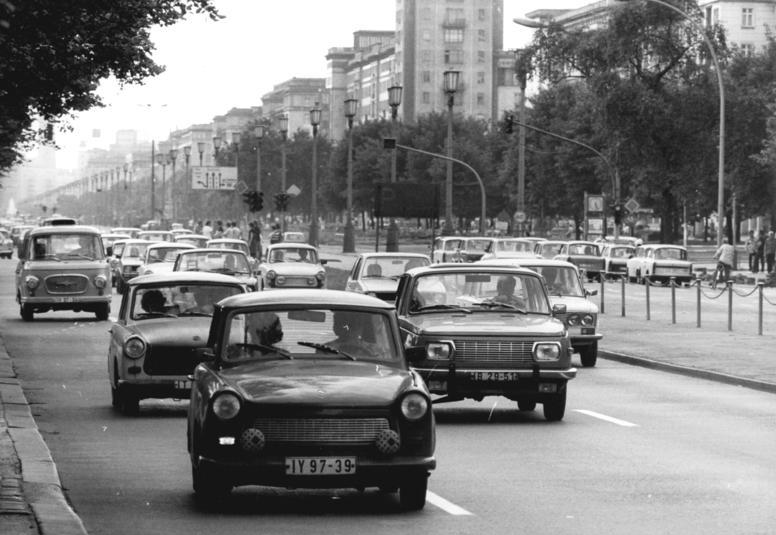
Trabant- och Wartburg-bilar i Berlin.

Det östtyska näringslivet kännetecknas av statligt ägda företag inom ramen för planekonomins femårsplaner med den första planen igångsatt 1951. Det var folkägda bolag, Volkseigener Betrieb (VEB), och dels av statsägda koncerner, Kombinat. Staten tvångsförstatligade företag förutom några mindre, i regel familjeägda företag som tolererades. Inom jordbruket skapades kollektivjordbruk, Landwirtschaftliche Produktionsgenossenschaft, LPG.  Det finns också exempel på tyska företag som fanns i både öst och väst: Agfa (från 1964 Orwo) och Carl Zeiss. I dessa fall tvingade varumärkesrättigheter vanligen fram namnbyten eller uppdelning av världsmarknaden.
I en kampanj 1972 förstatligades hundratusentals privata och halvprivata företag som tidigare tolererats. Sovjetunionen ville minska det privata näringslivet och tryckte på utvecklingen. Detta förde med sig ytterligare varubrist i ett land som redan sedan sitt grundande präglats av en bristekonomi. För den östtyska medborgaren var det en paradox: landet exporterade stora mängder varor men i den egna vardagen var det ständig brist i butikerna. Detta kommenterades även av Honecker - den högsta beslutsfattaren bakom 1972 års förstatliganden.
Ytterligare ett problem var kommandoekonomin under statligt styre där priserna hölls fasta utan några korrigeringar. Det fanns därmed inga incitament att producera mer än det som beordrats från statlig sida vilket också ledde till varubrist och hamstring av varor när de väl fanns på plats. Östtyskland var också på ständig jakt efter stark västvaluta i D-Mark för att kunna förbättra sin dåliga handelsbalans. En del i detta blev upprättandet av Intershop och postorderbolaget Genex. Där såldes västprodukter - men bara i utbyte mot västvaluta. Detta sortiment var omfattande med allt från kläder och hemelektronik till personbilar. 1982 hotades DDR av statsbankrutt, vilket dock avvärjdes med två västtyska miljardkrediter 1983 och 1984. Detta var en del av en överenskommelse mellan Stasiofficeraren Alexander Schalck-Golodkowski och Bayerns ministerpresident Franz-Josef Strauß.

### Uppbyggnadsfasen

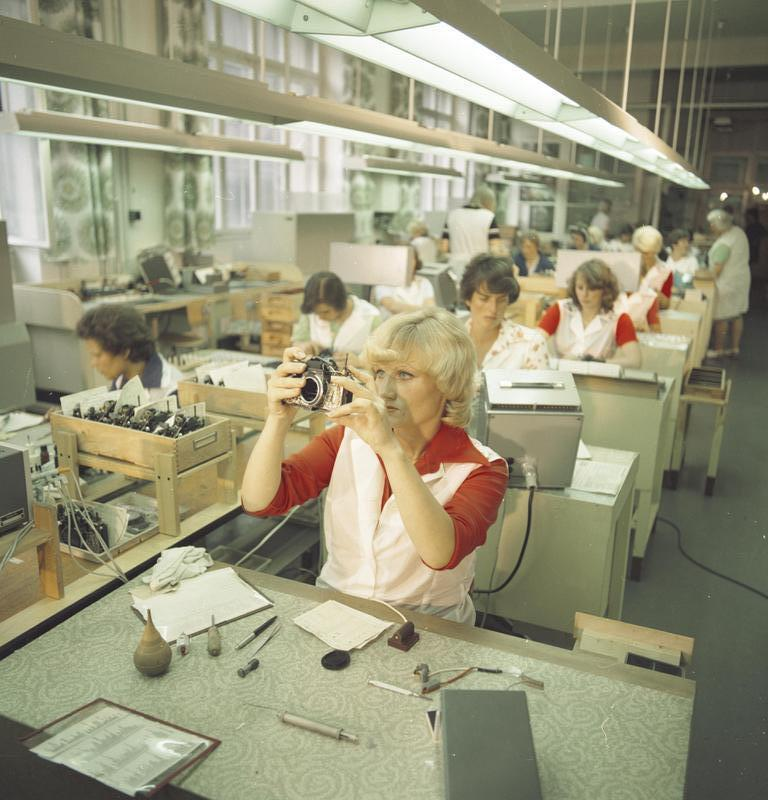
VEB Pentacon (1978)

Den sovjetockuperade zonen förlorade en stor del av sin produktionskapacitet efter kriget, när Sovjetunionen i ett omfattande demontage-program monterade ner fabriker, järnvägar och dylikt och fraktade dem till Sovjetunionen. Detta ingick i det krigsskadestånd som sovjetmakten tilldömde sig själv efter andra världskriget, under vilket tyska trupper förstört stora delar av den sovjetiska infrastrukturen och produktionsapparaten.
Trots den ekonomiska åderlåtningen under 1940-talet och 1950-talet blev Östtyskland snabbt en av de viktigaste ekonomiska kuggarna i Comecon. Östtyskland byggde upp sin ekonomi med inriktning på verkstadsindustri och kemiteknisk framställning. Bitterfeld blev med sitt stora kemiverk synonymt med den kemiska industrin i Östtyskland. Ett annat känt exempel är plasttillverkningen vid Buna-Werke i Schkopau. Samtidigt bidrog den kemiska industrin tillsammans med den stora andelen kol som bränsle till stora miljöproblem.
Östtyskland tillverkade bland annat optik som kameror (Praktica) och objektiv (Carl Zeiss), sextanter,  armbandsur och jaktgevär för export till väst. Från 1960-talet utvecklade man också mikroelektronik för östblocket. Inom verkstadsindustrin tillverkades bland annat personbilarna Trabant och Wartburg för Comecon-marknaden. Wartburg såldes under 1950-talet även till väst. Baade 152 blev däremot ett misslyckat försök att tillverka passagerarflygplan. Den östtyska industrin var också i hög utsträckning underleverantör till bland annat västtyska företag men det tillverkades även för Ikea. I efterhand har det framkommit att produkterna som var avsedda för Ikea tillverkades av politiska fångar i DDR.
Trots de relativa ekonomiska framgångarna förblev levnadsstandarden i öst betydligt lägre än den i väst. Det rådde brist på en stor mängd varor och långa köer blev en del av vardagen. Det blev allt mer tydligt att ekonomin hade gått i stå. Under 1960-talet gjorde de ekonomiska villkoren att man skapade ett återvinningssystem kallat Sekundär-Rohstofferfassung (SERO). Systemet gjorde att man hade en mycket hög andel återvinning om än huvudsakligen av ekonomiska och inte miljömässiga skäl.
Under hela 1950-talet röstade stora delar av befolkningen "med fötterna" genom att fly till Västtyskland och Västberlin. Många var både välutbildade och befann sig i yrkesverksam ålder, och flykten hotade därmed Östtysklands framtida utveckling. Det var denna åderlåtning som ytterst drev fram bygget av Berlinmuren. När flykt till väst i det närmaste omöjliggjordes stabiliserades ekonomin under 1960-talet och mer av produktionen kunde styras över på konsumtionsvaror för den enskilde medborgaren, som därigenom kom att märka av en ökad levnadsstandard. Typiskt för landet blev fortsatt en bristekonomi där så kallade västpaket skickades från släktingar i Västtyskland med kaffe, socker och choklad som typiska innehåll. I samband med den stora kaffekrisen i slutet av 1970-talet, skickades under ett år uppemot 10 000 ton kaffe på detta vis från väst.

### Ekonomisk stagnation och kris

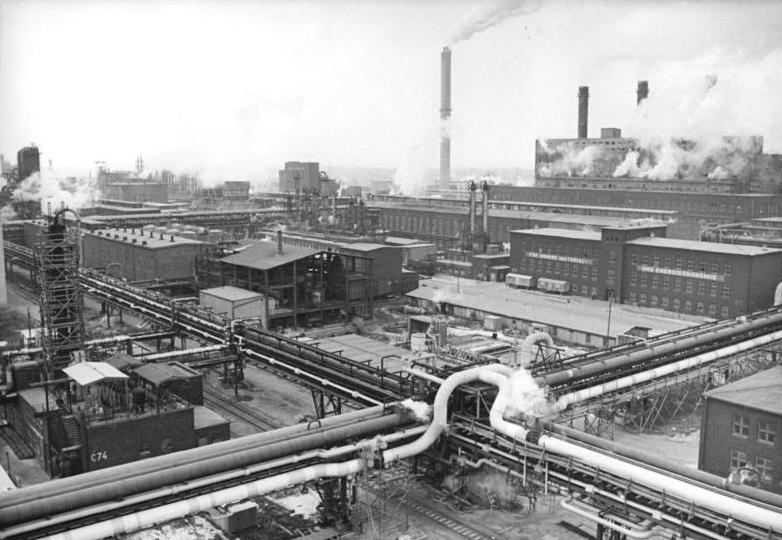
Under 1980-talet blev miljöproblem allt tydligare i Östtyskland som vid Chemiekombinat Buna.

Under 1970-talet stagnerade planekonomin alltmer och finansiella kriser följde under hela 1980-talet. De statsägda företagen, VEB (Volkseigener Betrieb) och kombinaten förmådde inte att modernisera sin verksamhet och hade allt svårare att vara med på den internationella marknaden. Östblocket gick samma dåliga ekonomi till mötes som Östtyskland där den sovjetiska ekonomin var på väg mot kollaps. DDR ville bli Comecons Japan i en satsning på datorelektronik genom Robotron med fokus på mikroelektronik men satsningen misslyckades helt. Det mikrochip som presenterades var extremt dyrt jämfört med sina konkurrenter i väst och inte anpassat för serietillverkning.
Statsbudgeten gick officiellt under många år i balans. I november 1989 sattes för första gången en ordentlig statistisk genomgång av Östtysklands ekonomi samman. Inkomsterna budgetåret 1989 räknades till 6,3 miljarder mark och utgifterna till 18,1 miljarder mark. Staten hade alltsedan 1972 haft ett ständigt stigande underskott som 1989 hade sprungit upp i 150 miljarder mark. Landet drogs under samma tid med enorma lån från Världsbanken, den västtyska staten och andra västkreditorer. DDR sålde även kulturföremål till västerländska konstsamlare.
Landet blev alltmer ekonomiskt beroende av sin västliga granne. Därför kunde de västtyska myndigheterna med tiden också ställa allt högre krav på liberaliseringar för att samarbetet skulle fortsätta. Bland annat tvingades DDR ta bort en del vapen och hinder vid Berlinmuren och den inomtyska gränsen. Under Östtysklands sista årtionde blev exporten av politiska fångar, som friköptes av Västtyskland, en betydande inkomstkälla.
Efter murens fall tvingades stora delar av företagen i Östtyskland att slå igen vilket orsakade stor arbetslöshet. Treuhandanstalt, den tyska statens organ för de östtyska företagen, gjorde flera omstruktureringar men för de flesta av de gamla statliga storföretagen var det för sent.

### Utländska företag

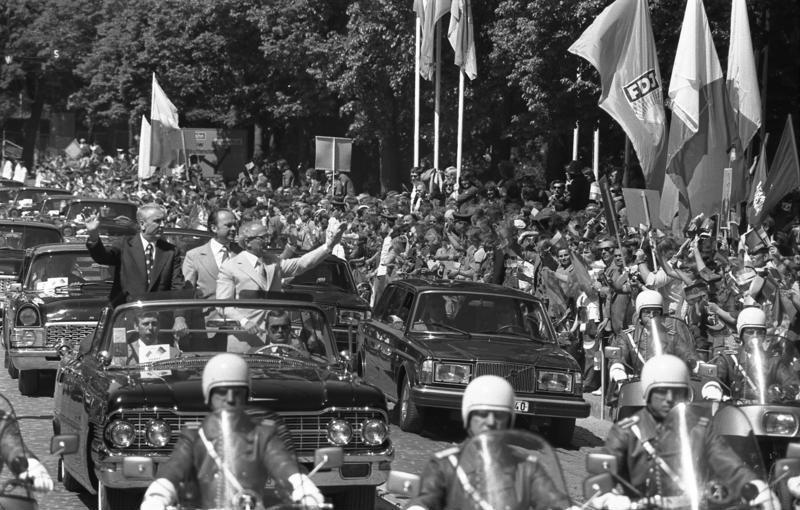
En Volvo 264TE avbildad till vänster om en ZIL-111 med Edward Gierek och Erich Honecker som stående passagerare i Frankfurt (Oder) i maj 1977.

Flera av de största svenska företagen exporterade produkter till den östtyska staten, varor som var mycket viktiga för byggandet av landet. Bland dessa företag märks Atlas Copco (delar till industrin), Electrolux (hushållsprodukter), Asea (nuvarande ABB) (industrirobotteknik m.m.). Volvo hade rollen som statsbil i Östtyskland och specialserier beställdes. Mottagare var partifunktionärer men även till exempel kulturpersonligheter som utmärkt sig.
Affärsmän som reste till Östtyskland kartlades alltid grundligt av Stasi. I en av myndighetens hemliga rapporter beskrivs exempelvis Ingvar Kamprad som "...strävsam och mycket sparsam, enkelt klädd. Han "duar" sina medarbetare och ses ofta iförd jeans och pullover. Han har en två år gammal Volvo. Han har en fru från Rhenlandet och en syster i Sverige".[källa behövs] Flera andra svenska företagsledare beskrevs mer ingående än så.
Affärsmän inkvarterades nästan alltid i något av Östtysklands spionhotell Unter den Linden, Palast-Hotel, Hotell Metropol samt Hotel Stadt Berlin som var känt för två saker - sina små rum och sin effektiva avlyssningsutrustning. Hotellen var byggda av svenska företag. Därefter hade Stasi preparerat vissa rum med avlyssningsutrustning. Det var i dessa hårdbevakade rum utlänningar placerades. Dessutom följde civilklädda Stasimedarbetare affärsmännen.

### Kommunikationer

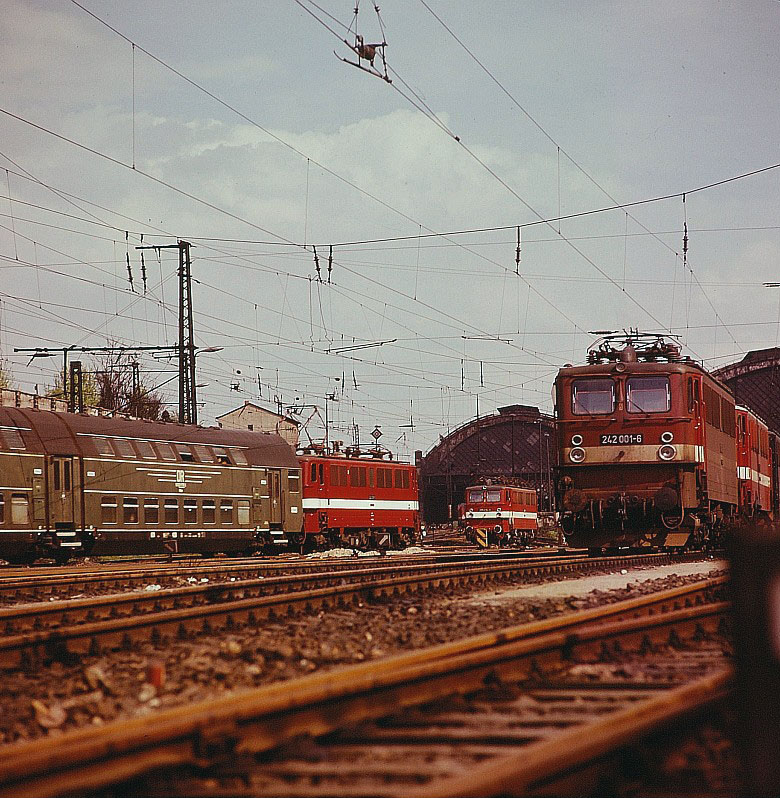
Ellokomotiv typ BR242 på huvudbangården i Dresden 1981.

Östtysklands järnväg övertog av juridiska skäl det gamla tyska järnvägsbolagets namn som Deutsche Reichsbahn der DDR (DR). Östtysklands statliga flygbolag var Interflug som flög in- och utrikes. Östtysklands största civila flygplats var Schönefeld.
I slutet av 1950-talet beslutade man om nya motorvägssträckningar. Den första blev sträckan Berlin - Frankfurt an der Oder. En viktig ny sträcka var Berliner Ring, färdigställd 1972–1979, vilken förenklade trafik förbi Västberlin. Västtyskland bidrog med betydande finansiering av utbyggnad och ombyggnation av transitsträckor mellan Västberlin och Västtyskland. Till stora delar var motorvägsnätet dock präglat av bristande underhåll. Till år 1990 hade bara hälften av motorvägarna från 1945 fått reparationer.

#### Kommunikationer till och från Sverige
Under hela DDR:s existens fungerade tåg- och bilfärjeförbindelsen Trelleborg–Sassnitz och bedrevs i samarbete mellan ländernas statliga järnvägsbolag,  Statens Järnvägar och Deutsche Reichsbahn. Tågen medförde direktvagnar för passagerare Malmö–Berlin och under perioder även Stockholm–Berlin. Med färjorna transporterades även stora godsvolymer, och linjen var viktig för den svenska utrikeshandeln.
Under 1960-talet arrangerade Deutsche Reichsbahn/Mitropa och Statens Järnvägar (SJ) ett "Schwedenzug" till de båda årliga varumässorna i Leipzig. Mässresenärerna fick under den ofta fyra dagar långa mässvistelsen bo kvar i sovvagnskupéerna på detta specialtåg som utgick från Malmö via Berlin, och parkerade på spår 13 i Leipzigs centralstation (en av Europas största säckstationer).
Under tidigt 1970-tal introducerade SAS i samarbete med Interflug en av de mycket få mässflygförbindelserma mellan mässtaden Leipzig och Västeuropa. Under mässveckorna gick linjen två gånger om dagen mellan Köpenhamn-Kastrup och Leipzig-Schkeuditz. SAS hade under DDR-tiden även försäljningskontor och resebyrå på Unter den Linden i Östberlin, samt en linje mellan Köpenhamn och Berlin-Schönefelds flygplats. Interflug flög två gånger per vecka mellan Berlin-Schönefeld och Stockholm med Tupolev Tu-134.

## Befolkning
Efter andra världskriget levde knappt 19 miljoner människor i den dåvarande sovjetiska ockupationszonen. Östtyskland kom att ha sjunkande befolkningstal genom hela sin historia. Det fanns två skäl: 1) den stora utflyttningen, både laglig och illegal sådan, på grund av missnöjet med den politiska situationen och den förväntade förbättrade livssituationen i Västtyskland, 2) DDR hade, likt andra länder i Europa, en minskning i antalet födslar.
Då man hade brist på inhemsk arbetskraft, rekryterades kontraktsarbetare (Vertragsarbeiter) från allierade länder, främst Vietnam, Moçambique, Angola och Kuba. I regel handlade det om femårskontrakt utan fortsatt uppehållstillstånd. År 1989 hade DDR över 90 000 kontraktsarbetare. Omkring 60 000 av dessa kom från Vietnam, varav 20 000 kom att bo kvar i Tyskland.

### Språk
Det finns flera olika tyska dialekter i östra Tyskland. I denna norra delen pratas de lågtyska dialekterna mecklenburgsk-vorpommerska (Mecklenburgisch-Vorpommersch) och mark-brandenburgska (Mark-Brandenburgisch). Vid gränsen mot Niedersachsen pratas ostwestfaliska och Braunschweig-Lüneburgska dialekter som till exempel Heideplatt. Söder om den så kallade Benrath-linjen talar man ostmitteldeutsch. I gruppen ingår dialekter från Berlin och Brandenburg, Lausitz och Thüringen och övre Sachsen. I området Suhl talas ostfrankiska. Ett mindre område i sydöstra hade kvar schlesisk dialekt, det var fram till 1945 en del av Niederschlesien. Den dialekt som är mest karaktäristisk är sachsiskan som utmärker sig starkt från standardtyskan.
Förutom tyska används det slaviska språket sorbiska i områdena kring Bautzen och Cottbus.
Det östtyska språket kom även att skilja sig på vissa punkter från det västtyska. Dels kom vissa ord att skapas av politiska skäl, men även vanliga ord i vardagen fanns som skiljer sig från Tyskland i övrigt som till exempel det engelska lånordet Dispatcher (med en bred användning utifrån att vara administratör/ansvarig) och Broiler (kyckling lagad i ugn). I viljan att stå emot det amerikanska fick östtyska varianter på hamburgare namnet Grilletta och en utveckling av hot dog skapades i den idag än populära Ketwurst. Jeans fick namnet Nietenhose (nitbyxor). Bland de få lånorden från ryskan finns Datsche (datja) för sommarstuga och Subbotnik  för frivilligt obetalt arbete som i regel utfördes på lördagar (från ryska "суббота", subbota).
Det officiella språkbruket hos myndigheter och institutioner färgades av SED:s politiska vilja och intentioner. Ett känt exempel är "den anti-fascistiska skyddsvallen" om Berlinmuren. Exempelvis omnämndes internationellt framgångsrika idrottare som "diplomater i träningsdräkt" ("Diplomaten im Trainingsanzug") och "kamrat" ("Genosse/in") användes som tilltal i brev.
En markant skillnad mot Västtyskland var att ryska var ett av de viktigaste främmande språken i DDR. Ryska var i skolan obligatoriskt som första främmande språk och rysk (sovjetisk) kultur främjades i östtyska medier.

### Religion
Religionsfriheten var inskriven i grundlagen men ofta motarbetades religionen av staten. Under 1950-talet gick staten mest in för att motarbeta kyrkornas roll, men i efterhand kom de alltmer att tolereras. Det fanns flera olika religiösa samfund i DDR. Dominerande var de kristna där den största andelen var områden präglade av protestantismen men det fanns även katolska områden. År 1985 tilläts Jesu Kristi kyrka bygga ett tempel i Freiberg. Det fanns även judiska församlingar och från 1980-talet enstaka buddhistiska, hinduiska och muslimska.

## Kultur och samhälle
De flesta intellektuella som flytt undan den tidigare nazistregimen, valde att återvända till DDR; många av dem sympatiserade med socialismen och de utlovades till en början en stor frihet. Bertolt Brecht verkade efter andra världskriget i Östberlin på Berliner Ensemble. Flera författare fick poster inom kulturpolitiken, Johannes R. Becher blev kulturminister och Anna Seghers blev ordförande i författarförbundet. Kulturen skulle inte vara vinstinriktad, utan göras tillgänglig för alla medborgare; utbudet var ganska stort och subventionerades.
Kulturlivet kom dock snart att präglas av statsmaktens krav och inblandning. En så kallad Socialistisk realism påbjöds från partiledningen. I Bitterfeld hölls en konferens 1959 där det uttalades en ambition att litteraturen skulle skildra arbetslivet positivt. Bitterfelder Weg var en idé om att utveckla den socialistiska kulturpolitiken i Östtyskland och att skapa en socialistisk nationalkultur. Statsapparaten och Stasi granskade litteraturen och flera författares verk förbjöds att publiceras.
När Erich Honecker tillträdde som ny ledare 1971 trodde många på en liberalisering och större konstnärlig frihet. Denna upptining efter Ulbricht-åren varade bara fram till 1976 då Wolf Biermann blev av med sitt östtyska medborgarskap (känt som die Ausbürgerung), vilket marketade början på en ny istid för det östtyska kulturlivet. Flera kulturpersonligheter kunde dock resa utanför östblocket, bland dem Heiner Müller och Christa Wolf.
Östtysklands statliga filmbolag DEFA producerade filmer i Babelsberg i Potsdam. Vid DEFA verkade bland annat Konrad Wolf, bror till den östtyske spionchefen Markus Wolf, som var förebild för John le Carrés mästerspion Karla.

### Utbildning
I DDR var den obligatoriska skolan en enhetsskola som ursprungligen var 8-årig, och senare blev 10-årig. Efter polytechnische Oberschule kunde man gå en yrkesutbildning eller läsa vidare på den utökade varianten som ledde till examen (Abitur). Tyngdpunkten inom den östtyska skolan var de matematiska och naturvetenskapliga ämnena, och inom humaniora var ämnena ideologiskt påverkade med målet att föra ut den politiska maktens åsikter. År 1959 blev astronomiundervisning obligatorisk från och med tionde klass. År 1978 infördes militärundervisning med obligatoriska övningar på skolschemat i nionde och tionde klass av utbildningsministern Margot Honecker, ansedd som en av de mest hårdföra i regeringen.
Förutsatt att eleven inte hade särskilda behov, garanterade systemet en plats på antingen en lärlingsutbildning eller på högskola och senare arbetsplats. Trots detta hade landet en hög andel som inte fick tillgång till högre utbildning, under 1980-talet klart lägre än i väst. Den egna valfriheten inskränktes genom att antalet och typen av utbildningsplatser styrdes centralt efter de behov man såg. 1988 fanns det 237 fackskolor och 53 högskolor och universitet i Östtyskland.

### Massmedia i Östtyskland
Massmedierna i Östtyskland ägdes av staten, censurerades och var kontrollerade av Socialistiska Enhetspartiet, genom att det delades ut särskilda presslicenser. En viktig skillnad mellan Östtyskland och andra länder i Östblocket var dock att 80 % av de östtyska hushållen kunde ta del av västtyska radio- och TV-kanaler.
Östtyskland hade två statskontrollerade TV-kanaler med bland annat det dagliga nyhetsprogrammet Aktuelle Kamera (AK). Ett av de i Sverige mer kända östtyska TV-programmen var John Blund, ett barnprogram som även sändes i SVT. 
Östtyskland startade en TV-kanal redan 1952 men först tio år senare blev TV-apparater mer allmänt tillgängliga, då främst för att se på västtysk TV. Efter flera fruktlösa försök att stoppa människornas tittande på väst-TV erkände Erich Honecker i maj 1973 att "det är OK att titta på vad som helst men det är fortfarande förenat med risker att vara alltför klarspråkig".[källa behövs] Den sydöstra delen av Östtyskland, framför allt Elbedalen omkring Dresden, som inte kunde ta in västsändningar, kallades De aningslösas dal (tyska: Tal der Ahnungslosen) eller ARD, "Außer Raum Dresden" tyska: Utom Dresden-området, efter den populära västtyska TV-kanalen ARD.
I ett försök att motverka den världsbild som östtyskarna serverades genom väst-tv startades i mars 1960 programserien Der schwarze Kanal, där inslag från västtysk TV visades med kritiska kommentarer av den kommunistiske programledaren Karl-Eduard von Schnitzler. Han förklarade för den östtyska publiken vad som ansågs vara lögner i västtysk TV. Programmet sändes sista gången den 30 oktober 1989.
Tidningarna hade statliga riktlinjer och gavs, enligt sovjetiskt mönster, ut av partiapparaten. Rikstäckande tidningar var Neues Deutschland och Die Wahrheit ("Sanningen", jämför ryska/sovjetiska Pravda)

### Sport

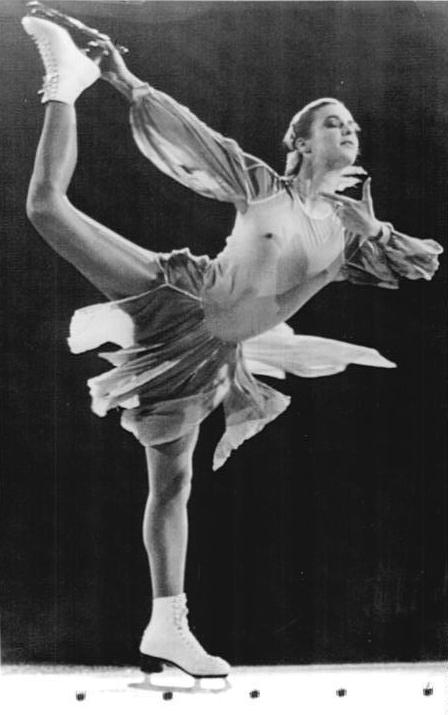
Katarina Witt i Washington i april 1987

Östtysklands regering satsade stora resurser på sport, och Östtyskland var så framgångsrikt att det i olympiska spelen till och med kunde mäta sig i antalet medaljer med USA och Sovjetunionen främst inom simning och friidrott. I samband med murens fall visade det sig att man i Östtyskland bedrivit ett omfattande dopningsprogram där många av idrottarna kom att drabbas av bieffekter av den mörklagda dopningen; Östtyskland kallades skämtsamt Deutsche Doping Republik, efter förkortningen DDR, och vissa världsrekord inom friidrotten som innehas av tävlande för Östtyskland verkar förbli oslagbara. Östtysklands sportpolitik handlade inte enbart om systematisk doping, utan man hade ett mycket utbyggt system av elitskolor och tidig specialisering av idrottare.
Fotboll var en av de prioriterade sporterna och hade sin beskärda del av politisk inblandning. De östtyska fansen följde även den västtyska fotbollen noga. När Östtysklands herrlandslag vann det enda mötet med Västtyskland, i gruppspelet vid VM 1974, var det lika överraskande som det var en stolt stund för östtysk fotboll. Man hade dock växande problem med huliganism, som under 1980-talet fick tilltagande högerextrema inslag.
Östtysklands herrlandslag i handboll tillhörde i många år världseliten, och blev olympiska mästare 1980 i Moskva.
Östtyskland var även framgångsrikt i vintersport som rodel, bob, backhoppning, skidskytte och längdskidåkning. Det var framförallt i Thüringen som Östtysklands vinteridrott höll till. Thüringen har fortsatt att vara populärt för tyska vintersportare.

### Arkitektur

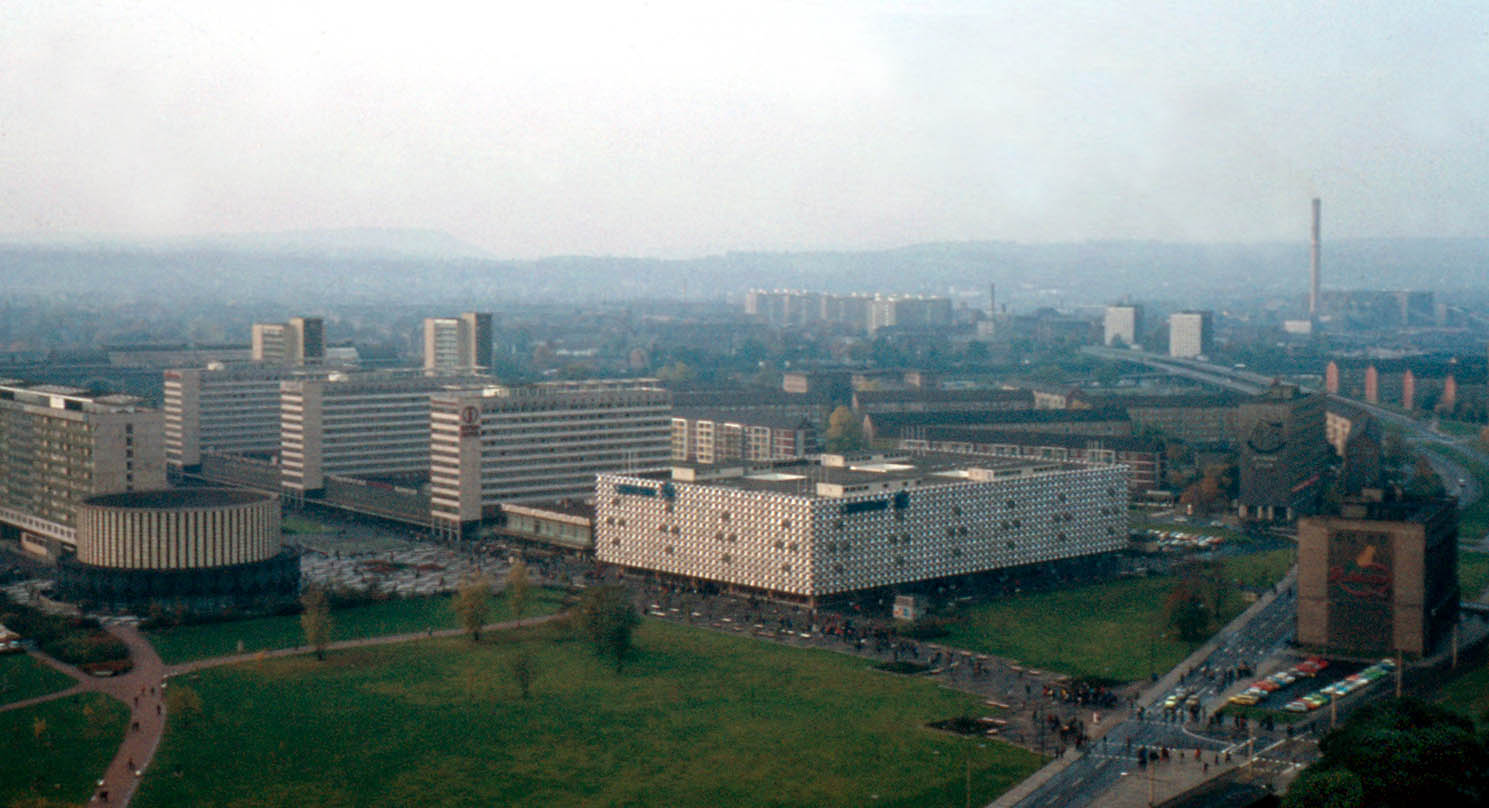
Dresden.

Östtyskland hade under de första åren inslag av sovjetinspirerad arkitektur med stora paradgator, såsom Karl-Marx-Allee (1949–1961: Stalinallee) i Berlin. Under dessa år dominerade egentligen modernismens idéer men den politiska ledningen under Walter Ulbricht föredrog den så kallade socialistiska klassicismen, även känd som Zuckerbäckerstil. Efterhand gjorde ekonomin att man gick över till ett modernt, storskaligt byggande.
Precis som andra länder i Europa fått göra, exempelvis i det svenska miljonprogrammet, satsades under 1970- och 1980-talet stora resurser på byggande av nya bostäder. Ett av de mer kända, storskaliga nybyggnationsområdena började byggas 1977 i Marzahn i nordöstra Berlin. Typiskt är höghus i betong, så kallade Plattenbau, som även återfinns i övriga östblocket.
Östtyskland kom även att satsa på nationella prestigeprojekt som Palast der Republik, ombyggnaden av Alexanderplatz och Fernsehturm där man ville manifestera statens utveckling och framgång. Just fokuseringen på Östberlins om- och tillbyggnad gjorde att andra städer kände sig förfördelade.

### Ungdomskulturen

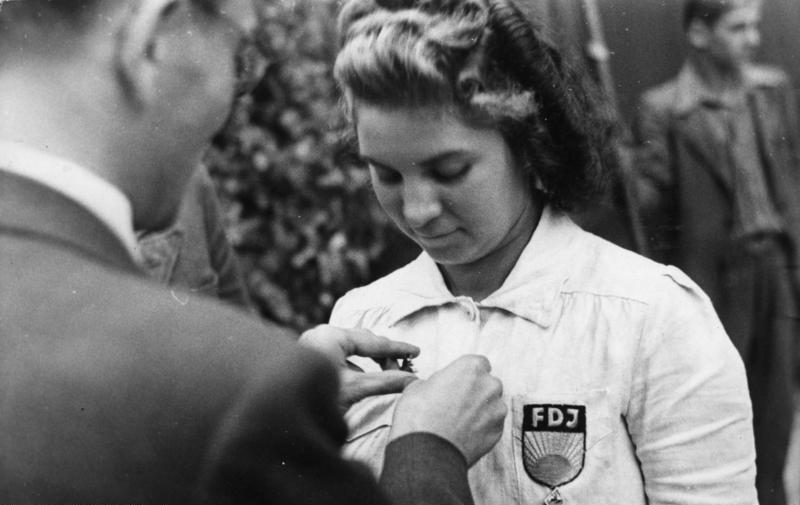
En FDJ-medlem tilldelas en utmärkelse.

Ungdomskulturen i DDR kännetecknades av dels en politiskt styrd konformistisk officiell kultur och olika subkulturer. Den officiella ungdomskulturen fördes främst fram av Freie Deutsche Jugend (FDJ), den socialistiska ungdomsrörelsen, och för de mindre barnen genom Pionierorganisation Ernst Thälmann.
Under 1960-talet startades en ungdomsradio, DT64 och flera beatgrupper startades. Men från 1965 ingrep den politiska ledningen alltmer mot dessa som man ansåg vara dåliga importer från väst. Eftersom pensionärerna kunde resa fritt till väst köpte många mor- och farföräldrar med sig pop- och rockskivor hem till sina barnbarn i DDR.
Populära ungdomsfilmer var bland andra Die Legende von Paul und Paula och Heißer Sommer. En stor framgång var boken Die neuen Leiden des jungen W. av Ulrich Plenzdorf. Det fanns också ett visst utbyte med väst, som när östtyska grupper som Puhdys, Karat och Pankow uppträdde i Västtyskland inom ramen för Festival der Jugend. I slutet av 1970-talet och början av 1980-talet växte sig punkrörelsen allt starkare, och spred sig snart från Berlin och Leipzig över hela DDR. och kring 1985 uppkom en graffiti-rörelse. I början av 1980-talet växte också hårdrocksscénen, som dominerades av gruppen Formel 1.

### Teknik och vetenskap

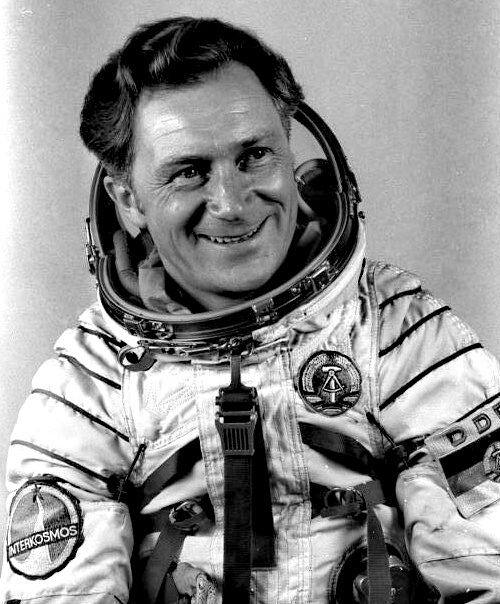
Sigmund Jähn

Industrilandet DDR hade som mål att göra sig självständigt från väst samt att uppfylla målen inom Comecon. Liksom i väst, fanns det i Östtyskland under 1950-talet en stark teknikoptimism och landet hade en rad forskare och tekniker inom vetenskapliga områden. Gustav Hertz och den första tyska rymdfararen Sigmund Jähn är två exempel. Dock var man förhindrad att delta fullt ut i det internationella vetenskapssamhället; det saknades tillgång till publikationer och fackkongresser, liksom resurser för att hänga med i toppforskningen. Beroendet av västteknik exemplifierades bland annat i Robotron, vars elektriska produkter var direkta kopior av amerikanska och japanska produkter. Däremot var Östtyskland framgångsrikt på att få fram naturvetenskapliga studenter genom fokuseringen på de naturvetenskapliga ämnen i skolsystemet.
Akademie der Wissenschaften der DDR var den ledande organisationen för forskning i DDR och organiserade en tredjedel av den tekniska forskningen. Därutöver fanns flera andra institut inom olika områden, som till exempel Centralinstitutet för kärnforskning i Dresden och Centralinstitutet för svetsteknik i Halle an der Saale.